# Andere wind
Andere wind is een live-album van Rowwen Hèze. Het werd in december 2004 door V2 Records uitgebracht en bevat een live-registratie van de gelijknamige theatertournee van de band.
Deze vijfde tournee begon op 9 december 2004 in Venlo. In tegenstelling tot eerdere tournees, waarbij vaak nieuwe muziek werd gepresenteerd, stond deze in het teken van de muzikale verdieping van bestaande nummers. Voor de productie werd Nard Reijnders gevraagd om diens favoriete nummers te voorzien van een nieuw jasje in de vorm van een nieuw arrangement. Het eindresultaat bevat veel blaas- en strijkwerk; het laatste deel werd tijdens de tournee ten gehore gebracht middels opnamen. Zowel drummer Martîn Rongen als trompettist Jack Haegens maken tijdens de tournee, al dan niet in een serieuze context, hun zangdebuut. De theatertournee Andere Wind beleefde vanwege het grote succes een reprise in 2005.
Het album was gedurende de show alleen verkrijgbaar in de theaters en via de Rowwen Hèze-website. De opnames die op de cd te horen zijn, komen niet daadwerkelijk uit een optreden maar zijn op 14 november 2004 opgenomen met publiek in de Galaxy Studio's te Mol, België.

## Tracklist
1. Andere wind
2. Altied op zeuk
3. Kleine man
4. Goud
5. Geluksknikker
6. Liefde
7. Merge wuurd 't beater
8. Engel
9. Proat met meej
10. Ellendige merge
11. Matinee (medley): De Peel in brand, Vur de kerk op 't plein, Fanfaar, Feria Polka, Dikke Nel